# Srebrny wiek (Rosja)
Srebrny wiek (ros. Серебряный век) – okres w historii kultury rosyjskiej przypadający na przełom XIX i XX wieku. Często przyjmowaną umowną datą otwierającą srebrny wiek jest wydanie pierwszego numeru pisma „Mir iskusstwa” (1899, wyd. w 1898), zaś datą końcową wprowadzenie w Związku Radzieckim socrealizmu jako obowiązującej doktryny artystycznej.
Do kultury srebrnego wieku zalicza się szereg ugrupowań artystycznych i literackich o wielokrotnie sprzecznych programach, których cechą wspólną była dbałość o formę, kunszt i smak artystyczny oraz odrzucenie założeń realizmu. Kultura rosyjska opisywanego okresu była w szczególny sposób powiązana z kulturą Europy zachodniej, wyraźnie czerpiąc inspirację z filozofii niemieckiej oraz literatury francuskiej. Szczególną rolę odgrywały nawiązania do psychoanalizy Freuda oraz filozofii Nietzschego.

## Literatura

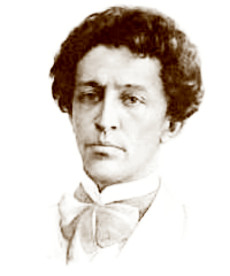
Aleksander Błok

W literaturze rosyjskiej srebrnego wieku szczególnie widoczne były impresjonizm i symbolizm, które wyparły typowe dla dotychczasowego dziewiętnastowiecznego piśmiennictwa racjonalizm, pozytywizm i realizm. Doszło do odrodzenia poezji i krytyki literackiej. Za najważniejszych poetów „srebrnego wieku” tworzących w nurcie symbolistycznym uważa się Aleksandra Błoka, Innokientija Annienskiego, Andrieja Biełego, Walerija Briusowa i Konstantina Balmonta. Osobną grupę stanowili akmeiści (Nikołaj Gumilow, Osip Mandelsztam) i futuryści (Władimir Majakowski, Wielimir Chlebnikow). Znaczącą rolę w rozwoju kultury epoki odegrali również poetka Anna Achmatowa, Dmitrij Mereżkowski, Zinaida Gippius, Wasilij Rozanow.
Badacze literatury srebrnego wieku podkreślają silną obecność w niej motywu „końca wieku”, nadchodzącej apokalipsy, końca epoki, uczucie rozkładu i niepewności. Autorzy epoki srebrnego wieku sceptycznie odnosili się do wartości uznawanych dotąd za niekwestionowane. Część z nich w swoich utworach podejmowała problem samopoznania i samorealizacji jednostek, analizując wewnętrzne przeżycia człowieka oraz jego pozycję w społeczeństwie. Inni autorzy podejmowali tematy piękna, miłości, smutku (poezja akmeistów, Anna Achmatowa). Trzecim wielkim tematem srebrnego wieku była „mroczna strona” współczesnego człowieka – zagadnienia szaleństwa, śmierci, zmysłowości, zdeprawowania, okrucieństwa i namiętności. Odmienny charakter miała twórczość futurystów, którzy otwarcie sprzeciwiali się całokształtowi dotychczasowej kultury. Rosyjscy twórcy z tego kręgu starali się odzwierciedlać w swoich utworach chaos i ruch życia nowoczesnego człowieka, odrzucali tradycyjnie pojęcia estetyczne, celowo wywoływali skandale swoim ubiorem i wyglądem.
Jak pisze Riasanovsky

Estetyzm, mistycyzm, dekadencja, sensualizm, idealizm i pesymizm przemieszały się ze sobą w rozmaitych kompozycjach

## Malarstwo
Najważniejszym kierunkiem w malarstwie okresu srebrnego wieku w Rosji był modernizm, w ramach którego tworzyli Marc Chagall, Wassily Kandinsky i Kazimierz Malewicz. Inni autorzy poszukiwali inspiracji w historii Rosji, odtwarzając epokę państwa moskiewskiego (Święta Ruś), przedstawiając idealną, nieskażoną wpływami obcymi Ruś. Inny nurt epoki srebrnego wieku poszukiwał „czystego malarstwa”, skupiającego się wyłącznie na oddaniu emocji. Odrębną grupę stanowili futuryści (Michaił Łarionow, Natalia Gonczarowa, także Kazimierz Malewicz), tworzący obrazy abstrakcyjne, ukazywali na płótnach pracujące maszyny, zestawiali ze sobą bryły i promienie w kolorach podstawowych.

## Muzyka
Inicjatorem zmian w muzyce, jakie zaszły w Rosji srebrnego wieku, był Aleksandr Skriabin. Najwybitniejszym autorem tego okresu był Igor Strawinski, autor baletów Pietruszka i Ognisty ptak. Dzieła te, łączące bogatą scenografię, choreografię, muzykę i taniec zdaniem Riasanovsky’ego najpełniej uosabiały estetykę i kunszt srebrnego wieku.
Wśród innych wybitnych muzyków srebrnego wieku Riasanovsky wymienia śpiewaka operowego, basa Fiodora Szalapina, pianistę i kompozytora Siergieja Rachmaninowa oraz dyrygenta Siergieja Kusewickiego.

## Teatr i balet
Rok 1909 i powstanie zespołu Siergieja Diagilewa Ballets Russes (fr. Balety Rosyjskie) było początkiem światowej sławy rosyjskiego baletu, w szczególności tancerzy Wacława Niżyńskiego i Anny Pawłowej oraz choreografów. Balet okresu srebrnego wieku realizował ideę syntezy sztuk plastycznych, muzycznych i tańca. Podobnie dynamicznie rozwijał się teatr, dzięki wsparciu panującej dynastii oraz prywatnych mecenasów.

## Filozofia
W filozofii rosyjskiej srebrny wiek oznaczał powrót do metafizyki, w tym do prawosławia, lub też przyjęcie postawy całkowicie apolitycznej i skupienie wyłącznie na poszukiwaniu piękna. Krytyce poddano działania wcześniejszych pokoleń radykalnej inteligencji rosyjskiej, rewolucyjny nihilizm, terroryzm i socjalizm – działaczom tym zarzucono lekceważenie religii, prawa i prawdy obiektywnej oraz doprowadzenie do ostatecznych granic przekonania o uświęceniu środków przez cel. Do najwybitniejszych filozofów epoki zaliczani są Władimir Sołowjow, Nikołaj Bierdiajew, Piotr Struwe, Siergiej Bułgakow, Wasilij Rozanow, Lew Szestow, Siemion Frank, Nikołaj Łosski.